# Brahminibis
Brahminibis (Pseudibis papillosa) är en asiatisk fågel i familjen ibisar inom ordningen pelikanfåglar.

## Utseende
Brahminibisen är en kompakt och medelstor (68 cm) mörk ibis med rätt kraftig nedåtböjd näbb. I alla dräkter har den en vit skulderfläck och röda ben. Adulta fåglar har fjäderlöst svart huvud med en röd fläck på bakre delen av hjässan och i nacken. Fjäderdräkten är grön- och violettglänsande mörkbrun. Ungfågeln har befjädrat mörkt huvud.

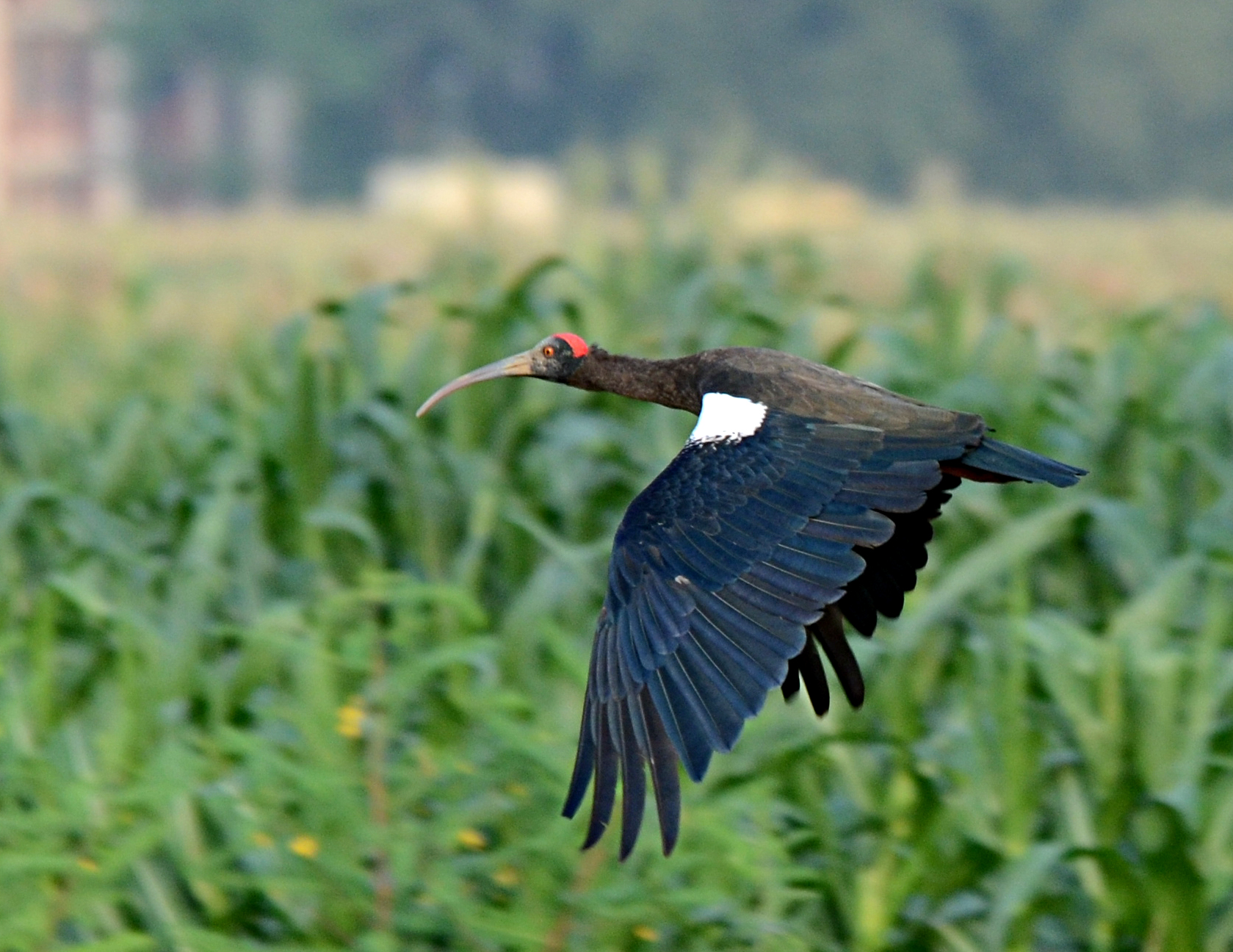
Brahminibis i flykten.

## Utbredning och systematik
Brahminibisen förekommer i låglänta områden i Indien och Pakistan. Tillfälligt har den påträffats i Kina och Bangladesh. Dess status i Myanmar är oklar. Den behandlas som monotypisk, det vill säga att den inte delas in i några underarter.

## Levnadssätt
Brahminibisen hittas vid sjöar, våtmarker, flodkanter och i bevattnad jordbruksbygd. Den ses enstaka och endast sällsynt i små grupper. Födan består av fisk, grodor och kräftdjur men även daggmaskar, skorpioner och skalbaggar. Fågeln häckar i träd, mellan mars och oktober i norra Indien, senare i söder. I Nepal har den noterats bygga bo i januari.

## Status och hot
Arten har ett stort utbredningsområde och en stor population, men tros minska i antal, dock inte tillräckligt kraftigt för att den ska betraktas som hotad. Internationella naturvårdsunionen IUCN kategoriserar därför arten som livskraftig (LC).